# 오샤츠

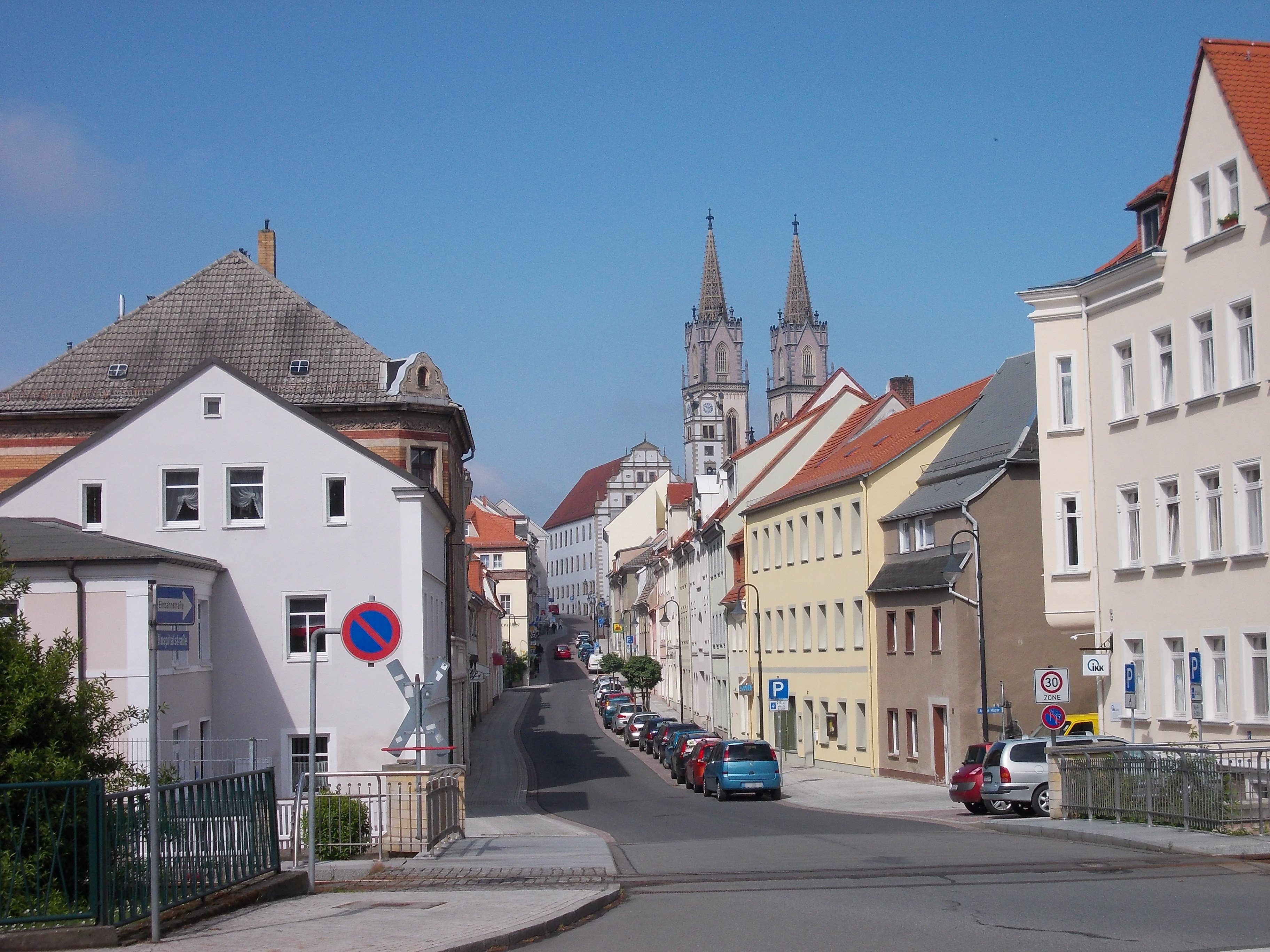
오샤츠 구 시가지

오샤츠(독일어: Oschatz)는 독일 작센주에 위치한 도시로 면적은 55.31km2, 높이는 120m, 인구는 14,734명(2015년 12월 31일 기준), 인구 밀도는 270명/km2이다. 라이프치히에서 동쪽으로 60km, 드레스덴에서 서쪽으로 60km 정도 떨어진 곳에 위치한다.

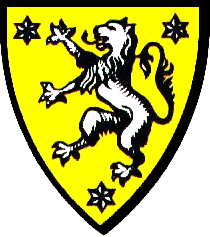
시 문장

## 자매 도시
- 폴란드 스타로가르트그단스키
- 체코 트르제비치
- 프랑스 베니시외